# Мартін Штегліх
Мартін Штегліх (нім. Martin Steglich; 16 липня 1915, Бреслау — 20 жовтня 1997, Руппіхтерот) — німецький офіцер, оберстлейтенант вермахту (1 березня 1945), оберст резерву бундесверу (1 серпня 1962). Кавалер Лицарського хреста Залізного хреста з дубовим листям.

## Біографія
1 жовтня 1936 року вступив в 27-й піхотний полк, з квітня 1939 року служив в 5-й роті. Учасник Польської кампанії. З жовтня 1939 року — командир 5-ї роти. Відзначився під час Французької кампанії. З червня 1941 року брав участь в Німецько-радянській війні. Відзначився при прориві «лінії Сталіна», а потім — у боях під Дем'янськом. З 1 жовтня 1942 року — командир 2-го батальйону 27-го фузілерного полку 12-ї піхотної дивізії, з яким також воював в Дем'янському котлі, де був важко поранений. З 20 січня 1944 року — командир 1221-го гренадерського полку 180-ї піхотної дивізії на Заході. Учасник боїв між Маасом і Рейном. 23 березня 1945 року був важко поранений під час авіанальоту і до кінця війни перебував у шпиталі. 8 квітня 1945 року взятий в полон американськими військами. В серпні 1945 року звільнений. В 1959 році зарахований в резерв бундесверу. Був головою Орденського товаривства кавалерів Лицарського хреста.

## Нагороди
- Залізний хрест
  - 2-го класу (14 вересня 1939)
  - 1-го класу (27 червня 1940)
- Штурмовий піхотний знак в сріблі (1940)
- Почесна застібка на орденську стрічку для Сухопутних військ (№174; 28 липня 1941)
- Сертифікат Пошани Головнокомандувача Сухопутних військ Вермахту (30 липня 1941)
- Німецький хрест (11 січня 1942)
- Медаль «За зимову кампанію на Сході 1941/42»
- Лицарський хрест Залізного хреста з дубовим листям
  - лицарський хрест (25 січня 1943)
  - дубове листя (№816; 5 квітня 1945)
- Нагрудний знак ближнього бою в бронзі (травень 1944)
- Дем'янський щит (травень 1944)
- Нагрудний знак «За поранення» в сріблі (березень 1945)
- Орден «За заслуги перед Федеративною Республікою Німеччина», офіцерський і лицарський хрест